# Pinus wallichiana
Pinus wallichiana, soms wel tranenden, himalayaden of Wallichs den genoemd, is een dennensoort die van nature in de Himalaya en Hindoe Koesj groeit, van Afghanistan in het westen tot de Chinese provincie Yunnan in het oosten. Vanwege het elegante profiel wordt deze soort veel in Europese parken geplant.
Pinus wallichiana wordt ook weleens "bhutanden" genoemd en moet niet verward worden met Pinus bhutanica, een verwante soort.

## Kenmerken

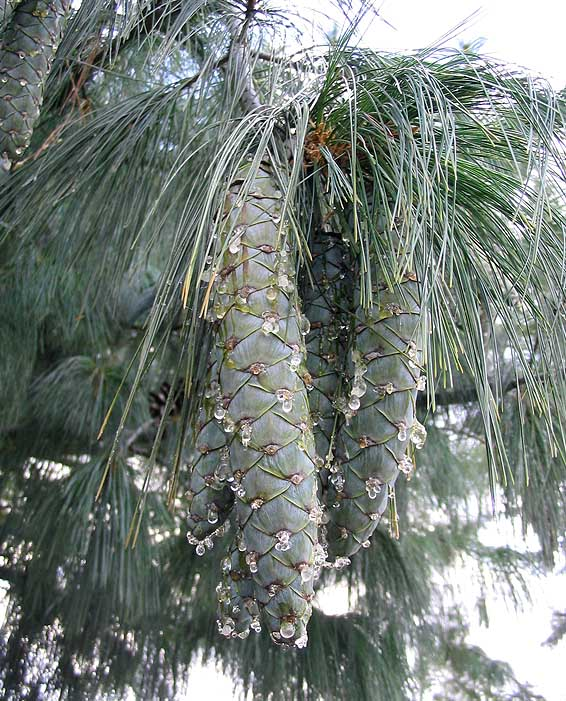
Afhangende naalden en kegels, bedekt met hars.

Pinus wallichiana is een groenblijvende boom, die een hoogte van 30 tot 50 m kan bereiken. Bij jonge bomen is de kroon open, bij oudere bomen is ze breder. Vaak raakt de kroon bij oudere bomen beschadigd door vorstverwering, zodat de top afsterft.
De naalden zijn blauwgrijs van kleur (buitenkant groen, binnenkant lichtblauw) en groeien, net als bij de verwante weymouthden (Pinus strobus), in bundels van vijf. Ze kunnen tot 20 cm lang worden en blijven relatief dun, waardoor ze slap zijn en afhangen. In dit afhangen van de naalden en de grotere lengte van de kegels onderscheidt Pinus wallichiana zich van de weymouthden. De kegels kunnen tot 36 cm lang worden en zijn vaak krom van vorm, als bananen. Onrijpe kegels zijn donker-grijsblauw en bedekt met een laagje heldere hars. Rijpe kegels zijn bruin van kleur en met witte hars bedekt.
De jonge bomen groeien zeer snel, tot 70 cm per jaar. Om deze reden is de soort geliefd in de bosbouw.

## Voorkomen
Pinus wallichiana groeit in de gematigde zone, ongeveer tussen 1800 en 4300 m hoogte, en zelden lager dan 1200 m. Op veel plekken is het de eerste boomsoort onder de sneeuwgrens. In het voorland van gletsjers en op puinhellingen is de soort vaak ook de eerste grotere boom die verschijnt. Ze groeit daarnaast in gemengde oerbossen op berghellingen, samen met deodars, sparren, zilversparren en berken.
In 1827 bracht de Engelse arts en botanicus Nathaniel Wallich zaden van Pinus wallichiana uit Brits-Indië mee naar Engeland. Sindsdien is de soort veel geplant in Europese parken en tuinen. In Europa wordt de den meestal minder groot dan in de natuurlijke habitat.
Vanwege de grote hoeveelheid hars wordt het hout voornamelijk als brandhout gebruikt. De hars van de boom wordt gewonnen als grondstof voor terpentijn.